# Keraudrenia exastia
Keraudrenia exastia är en malvaväxtart som beskrevs av C.F. Wilkins. Keraudrenia exastia ingår i släktet Keraudrenia och familjen malvaväxter. Inga underarter finns listade i Catalogue of Life.